# Dean Jones
Dean Carroll Jones (Decatur, 25 gennaio 1931 – Los Angeles, 1º settembre 2015) è stato un attore statunitense.

## Biografia
Figlio di Nolia Elizabeth Wilhite e Andrew Guy Jones, carpentiere, si arruolò nella Marina Militare statunitense e combatté nella Guerra di Corea. Al termine del servizio iniziò a lavorare al Bird Cage Theater di Knott's Berry Farm, in California. Qui si fece volontariamente sostituire da Larry Kert nel musical di Broadway Company di Stephen Sondheim, dopo appena un mese. Jones si fece conoscere al grande pubblico grazie alle numerose interpretazioni nei film Disney degli anni sessanta e settanta, a partire da F.B.I. - Operazione gatto (1965) con Hayley Mills.
Favorevolmente impressionata dalla sua interpretazione, la Disney lo scelse per altri suoi film: 4 bassotti per 1 danese (1966), Il fantasma del pirata Barbanera (1968), Un papero da un milione di dollari (1971), Pistaaa... arriva il gatto delle nevi (1972) ed altri ancora. Nel frattempo prese parte anche alla sitcom televisiva Ensign O'Toole del 1962. Ma il ruolo più famoso di Jones resta quello di Jim Douglas nella fortunata serie di Herbie: è presente in Un Maggiolino tutto matto (1968) e in Herbie al rally di Montecarlo (1977), e compare poi anche nella mini-serie TV del 1982 Herbie, the Love Bug e nel film per la TV Il ritorno del Maggiolino tutto matto (1997).
Dopo la fortunata esperienza di Herbie, Dean Jones continuò la sua carriera partecipando ad altri numerosi film: in particolare è lui il cattivo veterinario Herman Varnick del film Beethoven (1992). Tra i suoi ultimi lavori anche un'esperienza in Italia, nel 1996, quando recitò nel film comico A spasso nel tempo, al fianco di Massimo Boldi e Christian De Sica, con il suo personaggio che riappare anche nel seguito A spasso nel tempo - L'avventura continua. Ha vissuto nella sua casa in California fino alla sua morte, avvenuta il 1º settembre 2015 all'età di 84 anni, dopo una lunga lotta contro il morbo di Parkinson.

## Apparizioni a Broadway
- There Was a Little Girl - 1960
- Sotto l'albero yum yum - 1960
- Company - 1970
- Into the Light - 1986
- Company (revival) - 1993

## Riconoscimenti
- Candidatura ai Laurel Awards 1970: Miglior performance comica maschile per Un Maggiolino tutto matto

## Filmografia

### Cinema
- Lassù qualcuno mi ama (Somebody Up There Likes Me), regia di Robert Wise (1956) (non accreditato)
- Quegli anni selvaggi (These Wilder Years), regia di Roy Rowland (1956)
- Tè e simpatia (Tea and Sympathy), regia di Vincente Minnelli (1956)
- Sesso debole? (The Opposite Sex), regia di David Miller (1956) (non accreditato)
- Supplizio - Il traditore del campo 5 (The Rack), regia di Arnold Laven (1956) (non accreditato)
- The Great American Pastime, regia di Herman Hoffman (1956)
- I diffamatori (Slander), regia di Roy Rowland (1957)
- 10.000 camere da letto (Ten Thousand Bedrooms), regia di Richard Thorpe (1957)
- La donna del destino (Designing Woman), regia di Vincente Minnelli (1957) (non accreditato)
- Quattro donne aspettano (Until They Sail), regia di Robert Wise (1957) (non accreditato)
- Il delinquente del rock and roll (Jailhouse Rock), regia di Richard Thorpe (1957)
- Handle with Care, regia di David Friedkin (1958)
- Il falso generale (Imitation General), regia di George Marshall (1958)
- Inferno sul fondo (Torpedo Run), regia di Joseph Pevney (1958)
- Questa è la mia donna (Night of the Quarter Moon), regia di Hugo Haas (1959)
- Sacro e profano (Never So Few), regia di John Sturges (1959)
- Sotto l'albero yum yum (Under the Yum Yum Tree), regia di David Swift (1963)
- Squadra d'emergenza (The New Interns), regia di John Rich (1964)
- Il boia è di scena (Two on a Guillotine), regia di William Conrad (1965)
- F.B.I. - Operazione gatto (That Darn Cat!), regia di Robert Stevenson (1965)
- 4 bassotti per 1 danese (The Ugly Dachshund), regia di Norman Tokar (1966)
- Tutti i mercoledì (Any Wednesday), regia di Robert Ellis Miller (1966)
- Scimmie, tornatevene a casa (Monkeys, Go Home!), regia di Andrew V. McLaglen (1967)
- Il fantasma del pirata Barbanera (Blackbeard's Ghost), regia di Robert Stevenson (1968)
- Il cavallo in doppiopetto (The Horse in the Gray Flannel Suit), regia di Norman Tokar (1968)
- Un Maggiolino tutto matto (The Love Bug), regia di Robert Stevenson (1968)
- L'inafferrabile invincibile Mr. Invisibile, regia di Antonio Margheriti (1970)
- Un papero da un milione di dollari (The Million Dollar Duck), regia di Vincent McEveety (1971)
- Pistaaa... arriva il gatto delle nevi (Snowball Express), regia di Norman Tokar (1972)
- Quello strano cane... di papà (The Shaggy D.A.), regia di Robert Stevenson (1976)
- Herbie al rally di Montecarlo (Herbie Goes to Monte Carlo), regia di Vincent McEveety (1977)
- Born Again, regia di Irving Rapper (1978)
- St. John in Exile, regia di Dan Curtis (1986)
- I soldi degli altri (Other People's Money), regia di Norman Jewison (1991)
- Beethoven, regia di Brian Levant (1992)
- Sotto il segno del pericolo (Clear and Present Danger), regia di Phillip Noyce (1994)
- A spasso nel tempo, regia di Carlo Vanzina (1996)
- Operazione Gatto (That Darn Cat), regia di Bob Spiers (1997)
- A spasso nel tempo - L'avventura continua, regia di Carlo Vanzina (1997)
- Mandie e il tunnel segreto (Mandie and the Secret Tunnel), regia di Joy Chapman, Owen Smith (2009)

### Televisione
- The Aquanauts – serie TV, episodio 1x06 (1960)
- Outlaws – serie TV, episodio 1x03 (1960)
- Carovana (Stagecoach West) – serie TV, episodio 1x07 (1960)
- The Dick Powell Show – serie TV, episodio 1x01 (1961)
- Corruptors (Target: The Corruptors) – serie TV, episodio 1x17 (1962)
- La legge di Burke (Burke's Law) – serie TV, episodio 1x13 (1963)
- Ben Casey – serie TV, episodio 3x11 (1963)
- Vacation Playhouse – serie TV, episodio 3x02 (1965)
- Gli orsacchiotti di Chicago (The Chicago Teddy Bears) – serie TV, 13 episodi (1971)
- Herbie, the Love Bug – serie TV, 5 episodi (1982)
- La signora in giallo (Murder, She Wrote) – serie TV, episodi 1x04-4x13 (1984-1988)
- Bayside School - Avventura hawaiana (Saved by the Bell: Hawaiian Style) (1992) – film TV
- Beethoven (1994) – serie animata - voce
- Il ritorno del Maggiolino tutto matto (The Love Bug), regia di Peyton Reed (1997) – film TV

## Doppiatori italiani
Nelle versioni in italiano delle opere in cui ha recitato, Dean Jones è stato doppiato da:
- Cesare Barbetti in Quattro donne aspettano, F.B.I. - Operazione gatto, 4 bassotti per 1 danese, Il fantasma del pirata Barbanera, Un Maggiolino tutto matto, Un papero da un milione di dollari, Pistaaaa... arriva il gatto delle nevi, Quello strano cane... di papà, Herbie al rally di Montecarlo
- Massimo Turci in Quegli anni selvaggi, Il delinquente del rock and roll, Sotto l'albero yum yum, Il boia è di scena, Operazione Gatto
- Sergio Di Stefano in Scimmie tornatevene a casa (doppiaggio tardivo), Sotto il segno del pericolo
- Ferruccio Amendola in Sesso debole
- Vittorio Cramer in Supplizio
- Gigi Proietti in Tutti i mercoledì
- Dario Penne in La signora in giallo (ep. 1x04)
- Romano Malaspina in La signora in giallo (ep. 4x13)
- Rodolfo Traversa in Beethoven
- Sergio Di Giulio in Il ritorno del Maggiolino tutto matto
- Mario Milita in A spasso nel tempo - L'avventura continua
- Francesco Prando in Pistaaaa... arriva il gatto delle nevi (ridoppiaggio)

Come doppiatore è sostituito da:
- Luca Semeraro in Beethoven